# Antonio Orozco
Antonio Orozco (ur. 23 listopada 1972 w Barcelonie) – hiszpański piosenkarz i autor tekstów wykonujący muzykę pop oraz pop rock.

## Dyskografia
- Un reloj y una vela (2000)
- Semilla del silencio (2002)
- El princio del comienzo, (2004)
- Antonio Orozco (TOUR Edition CD+DVD) (2005)
- Cadizfornia (2006)
- Supervantas (2009)